# 서거광
서거광(徐居廣, ? ~ 1459년)은 조선의 문신이다. 본관은 대구, 아버지는 안주목사(安州牧使) 서미성(徐彌性), 어머니는 권근(權近)의 딸인 안동 권씨(安東權氏)이고, 부인은 죽산 안씨(竹山安氏)이며, 동생은 서거정(徐居正)이다.

## 생애
서거광은 세종(世宗) 때 언양현감(彦陽縣監 - 종6품)과 의금부도사(義禁府都事 - 종6품)를 지냈고, 1455년(세조 1년) 12월에 세조가 원종공신(原從功臣)을 녹훈할 때 서거정 2등 공신, 서거광은 3등 공신이 되었다. 그는 임시직인 권지참군(權知參軍)도 지냈다.
1459년(세조 5년)에 사망하여 통례원좌통례(通禮院左通禮)로 추증되었다.

## 가족 관계
- 증조부 : 서익진(徐益進)
  - 할아버지 : 서의(徐義)
    - 아버지 : 서미성(徐彌性)
    - 어머니 : 권근의 딸
      - 부인: 죽산 안씨(竹山安氏)
        - 아들: 서팽소(徐彭召)
        - 아들: 서팽려(徐彭呂)
        - 아들: 서팽주(徐彭周)
        - 아들: 서팽선(徐彭 )